# Ole Tobias Olsen
Ole Tobias Olsen (ur. 16 sierpnia 1878 w Kristianii, zm. 2 października 1940 tamże) – norweski strzelec, uczestnik Olimpiady Letniej 1906.
Uczestniczył w Olimpiadze Letniej 1906, podczas której wziął udział w czterech konkurencjach. Najwyższe miejsce osiągnął w karabinie wojskowym klęcząc lub stojąc z 300 m, w którym uplasował się na 11. pozycji (startowało 46 strzelców). Podczas ceremonii otwarcia zawodów pełnił funkcję chorążego reprezentacji Norwegii.

## Wyniki

### Olimpiada Letnia 1906
| Zawody     | Konkurencja                                                  | Wynik    | Miejsce | Źródło |
| ---------- | ------------------------------------------------------------ | -------- | ------- | ------ |
| Ateny 1906 | Karabin dowolny, dowolna postawa, 300 m                      | 216 pkt. | 12      | [ 3 ]  |
| Ateny 1906 | Karabin wojskowy, klęcząc lub stojąc, 300 m                  | 213 pkt. | 11      | [ 1 ]  |
| Ateny 1906 | Karabin wojskowy, klęcząc lub stojąc, 200 m (Gras 1873-1874) | 128 pkt. | 21      | [ 4 ]  |
| Ateny 1906 | Rewolwer wojskowy, 20 m                                      | 187 pkt. | 29      | [ 5 ]  |